# Кашарский музей истории и краеведения
Кашарский музей истории и краеведения — музей в слободе Кашары.

## История музея
Музей был открыт 27 декабря 1969 года по решению районного Совета депутатов трудящихся. Большой вклад в создание и становление музея на первоначальном этапе внесли участники Великой Отечественной войны А. М. Руденко и В. А. Бирюлин. В архиве сохранился плакат с обращением Совета районного музея к гражданам Кашарского района по оказанию помощи в сборе экспонатов: документов, фотографий, старинных книг, газет, орудий труда, предметы домашнего обихода и быта.
В настоящее время основной фонд музея составляет 1169 единиц хранения. В нём собраны:
- краеведческий материал по истории образования сёл и хуторов Кашарского района;
- предметы быта жителей района;
- материал об оккупации района в годы Великой Отечественной войны, об участниках ВОВ, Героях Советского Союза;
- материал об адмирале Северного и Балтийского флотов И. М. Капитанец, уроженце Кашарского района;
- материалы о Гражданской войне (Ф. Г. Подтёлков, М. В. Кривошлыков);
- материалы о тружениках сельского хозяйства, животноводства, образования, медицины.

С апреля 2009 года музей включен в единую базу данных музеев Российской Федерации. С 9 мая 2009 года музей располагается в новом здании.
В 2016 году 22 музейных предмета были включены в состав негосударственной части Музейного фонда Российской Федерации.

## Директора́ музея
- Василий Трофимович Васильченко (1979—1980)
- Геннадий Дмитриевич Кулешов (1981—1986)
- Александр Михайлович Руденко (1987—2001)
- Надежда Анатольевна Гришкова (2001—2002)
- Сергей Владимирович Савостиков (2002—2009)
- Анна Владимировна Горина (с 2009-2012)
- Безуглова Анна Васильевна (с 2018)

## Адрес
Музей располагается по адресу: Ростовская обл., Кашарский р-н, сл. Кашары, ул. Ленина, д. 62, в северном крыле первого этажа четырехэтажного здания Кашарской средней школы. До 2009 года находился по адресу: ул. Комсомольская, д. 43, в здании военкомата.